# John Charles Molteno Jr.
John Charles Molteno Jr. (4 de março de 1860 - 23 de março de 1924) era um exportador sul-africano e membro do Parlamento.
Ele era um proeminente anti-imperialista da Colônia do Cabo e denunciante das políticas britânicas que levaram à Guerra dos Bôeres, presidindo o Comitê de Conciliação da África do Sul na Cidade do Cabo. Ele também foi um defensor dos direitos civis ampliados para os negros africanos e reconheceu, desde o início, a necessidade deles de desempenhar um papel de liderança no futuro político da África do Sul.

## Família e negócios
Molteno era filho do primeiro primeiro-ministro do Cabo, Sir John Charles Molteno. Desde tenra idade, serviu como secretário particular de seu pai, ajudando a administrar os diversos interesses políticos e comerciais de sua família, e não se juntou a seus irmãos para estudar em Cambridge.
Após a morte de seu pai, ele assumiu grande parte dos negócios da família e administrou suas enormes fazendas. Ele formou e dirigiu um sindicato de exportação com seus irmãos William e Percy, que realizou a primeira exportação bem-sucedida de frutas da África Austral para a Europa e dominou a indústria por muitos anos. No entanto, mais tarde, ele entregou as operações restantes a seu irmão William e se aposentou dos negócios. Durante toda a sua carreira, ele serviu como agente confidencial de seu irmão, o magnata da navegação Percy Molteno.

## Membro do parlamento
Ele foi eleito para o Parlamento do Cabo em 1889 por um reduto eleitoral predominantemente negro, em parte devido à sua história de apoio franco a um maior empoderamento político dos negros. Ele era mais famoso na época por apoiar uma forma republicana de governo para o Cabo. Sua outra principal preocupação política era o bem-estar das comunidades agrícolas e ele era amplamente considerado o especialista parlamentar em desenvolvimento rural. Por mais de 20 anos, atuou como representante de Thembuland e Jansenville.

### A Guerra dos Bôeres
Inicialmente, ele era amigo e associado de negócios de Cecil Rhodes, mas rompeu os laços, culpando a legislação discriminatória de Rhodes contra a população negra africana do Cabo e suas políticas em relação às repúblicas Boer. Molteno tornou-se um dos denunciantes mais declarados de Rodes e de outros estadistas vistos na época como pró-imperialistas, como Chamberlain e Milner.
Ele também foi um crítico proeminente das políticas que levaram à Guerra dos Bôeres e co-fundou o jornal South African News com JW Sauer, para combater o que ele considerava um viés pró-imperialista nos principais jornais controlados por De Beers e aliados políticos de Rodes. O Gabinete Colonial Britânico tinha o Cabo sob lei marcial na época, tão previsivelmente que o jornal travou uma longa batalha contra a censura. Seu editor chegou a ser preso. Molteno foi o presidente eleito do Comitê de Conciliação da África do Sul, quando foi fundado na Cidade do Cabo no início de 1900 para se opor à Guerra dos Bôeres.

## A União da África do Sul
Molteno foi extremamente ativo nos anos após a guerra dos Bôeres. Ele esteve em quase todas as principais comissões parlamentares e foi presidente da Comissão de Terras do Governo. Como seu irmão mais novo e seu colega parlamentar James Molteno, ele era do partido de John X. Merriman e buscava, no sul da África, direitos políticos iguais para os negros africanos. No entanto, ele pôde contar com o apoio de apenas uma pequena minoria do eleitorado (predominantemente branco) para apoiar o sufrágio dos negros africanos.
Embora ele tenha sido obrigado a representar o distrito eleitoral de Karroo em Jansenville por vários anos, foi o distrito de Thembuland que foi sua maior preocupação. Relatos falam da imensa quantidade de tempo que ele passou trabalhando para mobilizar politicamente o povo Thembu, uma nação de "políticos naturais" que confortavelmente envolveram Molteno em discussões políticas que duravam muitas horas. Apesar de sua raça diferente, seu entendimento da língua e cultura Thembu complementou seu estilo de liderança forte e carismático e acabou por torná-lo aceitável para este grupo negro.
Tendo reconhecido e declarado desde cedo o papel principal que os negros africanos precisavam desempenhar no futuro da África do Sul, Molteno trabalhou durante grande parte de sua vida tentando estabelecer as bases para essa transição. Ele era um amigo particularmente próximo e aliado político do polêmico ativista John Tengo Jabavu, a quem ele já havia tentado convencer a se candidatar ao Parlamento do Cabo.